# Esquadra 301
A Esquadra 301 "Jaguares" é uma esquadra da Força Aérea Portuguesa. Baseada na Base Aérea de Monte Real (BA5), a sua missão consiste na execução de operações de luta aérea defensiva, luta aérea ofensiva e na realização de operações de âmbito ASFAO (operações de luta aérea anti-superfície). Opera aviões F-16 Fighting Falcon, partilhando a BA5 com a Esquadra 201.
Criada em Janeiro de 1969 em Nacala, Moçambique, começou a sua existência com a designação de Esquadra 502, e operava aviões de combate Fiat G-91. No final da Guerra do Ultramar, a esquadra foi colocada na Base Aérea do Montijo, vendo a sua designação ser alterada para Esquadra 62. Em 1978, devido a uma reorganização das unidades aéreas, a esquadra recebeu a designação que ainda hoje ostenta, a 301.